# Cabra (grup de bolets)
Les cabres són lleteroles amb la superfície del barret peluda o, com a mínim, amb el marge del barret pelut. Totes les cabres pertanyen a la secció Piperites del gènere Lactarius.
En totes les cabres la llet o làtex és blanca, en la majoria és immutable i es manté aquest color un cop han passat uns minuts, en altres esdevé de color groc en poc temps.
No s'hauria de consumir cap espècie de cabra degut a la coïssor de la seva carn.
Hi ha cabres de barret ataronjat i zonat pel que, a certa distància, semblen rovellons. En aquest cas també s'acostuma a anomenar-les rovellons de cabra, esclata-sangs bords o esclata-sangs peluts.

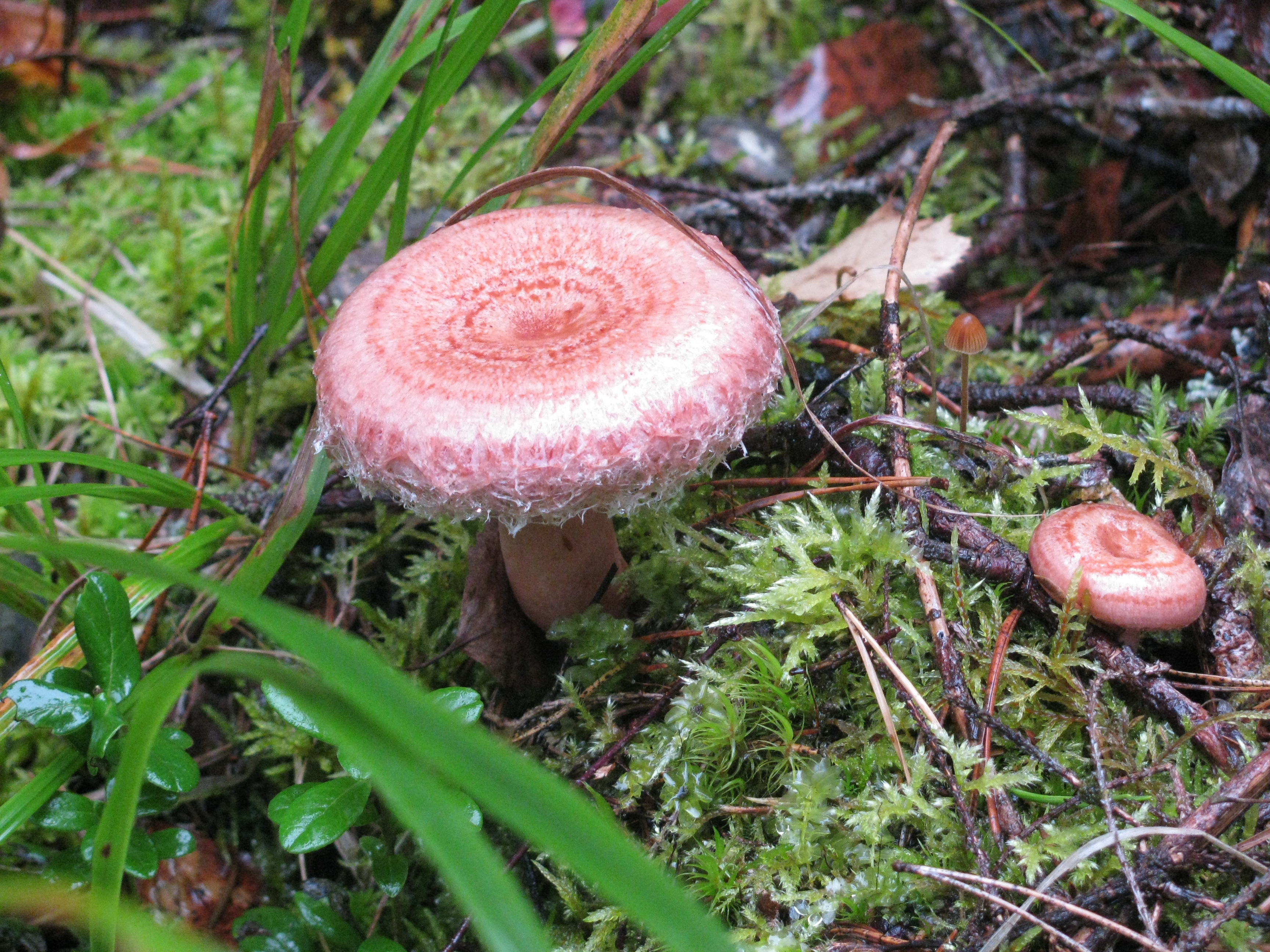
Cabra de beç (Lactarius torminosus)

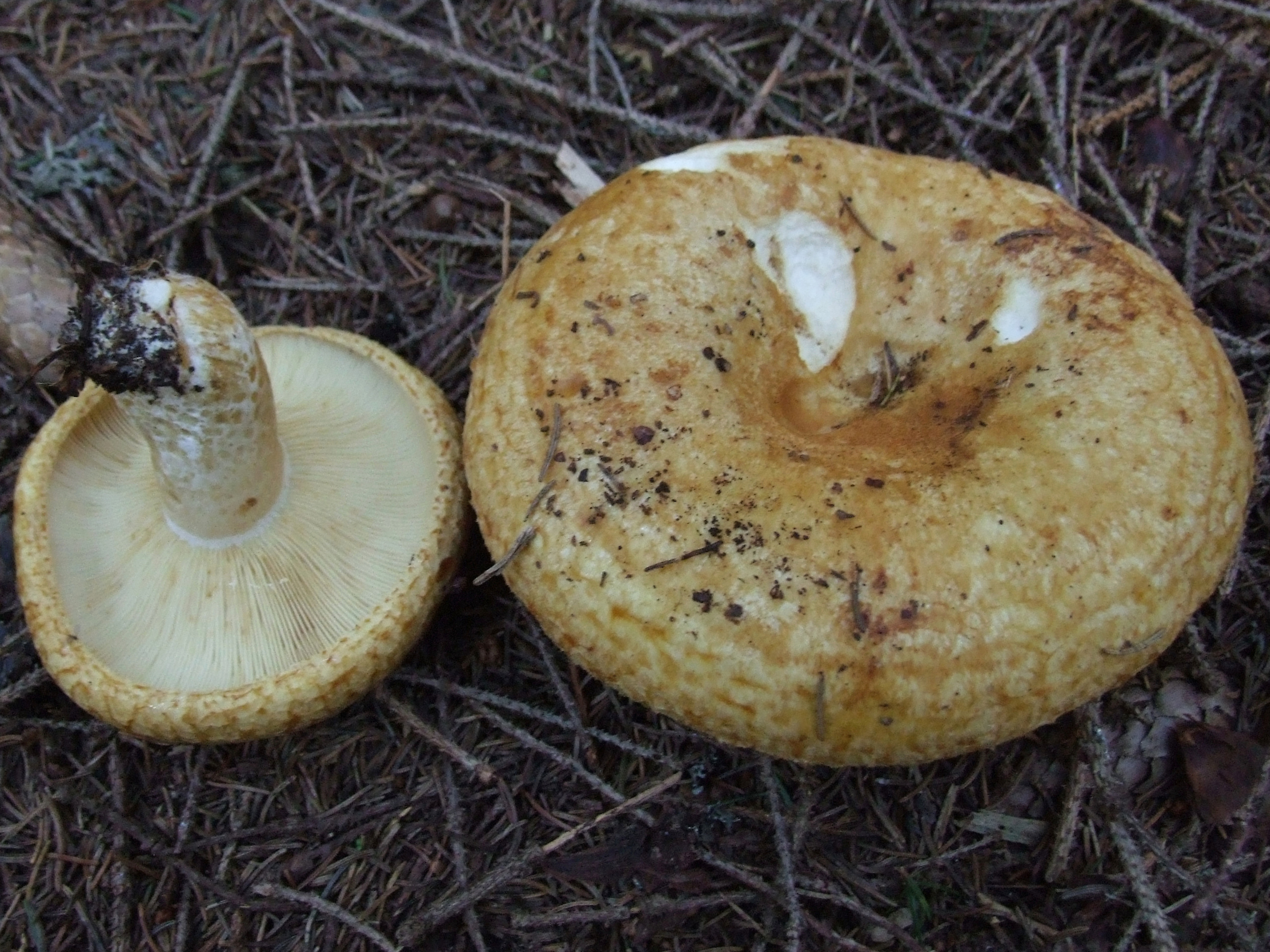
Cabra d'avet (Lactarius scrobiculatus)

## Espècies de cabres
Entre les cabres de llet blanca immutable (Secc. Piperites Subsecc. Piperites):
- Lactarius mairei, cabra de carrasca
- Lactarius pubescens, cabra blanca de beç
- Lactarius spinosulus, cabra de beç menuda
- Lactarius tesquorum, cabra d’estepa, cabra pinetellera o lletraga peluda
- Lactarius torminosus, cabra de beç

Entre les cabres de llet blanca que esdevé groga al cap de poc (Secc. Piperites Subsecc. Scrobiculati) :
- Lactarius citriolens, cabra de sofre
- Lactarius intermedius, cabra d’avet de cama pigallosa
- Lactarius pseudoscrobiculatus, cabra de bruc
- Lactarius scrobiculatus, cabra d’avet